# Myopsina
Myopsina es un suborden de calamares que contiene dos familias. Algunos taxonómicos lo elevan al nivel de orden, en este caso son conocidos como Myopsida. 
- Datos: Q18816667
- Multimedia: Myopsida / Q18816667